# Архинапол
Архинапол (Archinapolus) е елинистичен астролог, живял между 3 и 1 век пр. Хр. Съгласно Витрувий (Десет книги за архитектурата, 9.6), той оставил правила за построяване на хороскопа, базирани не на момента на раждане, а на момента на зачеване. Възможно е той да е имал връзка с астролозите Берос (4–3 век пр. Хр.) и Антипатър. Не са известни повече данни за него. 